# Anas creccoides
Anas creccoides — вид викопних гусеподібних птахів роду Качка (Anas) родини Качкові (Anatidae). Вид існував у ранньому олігоцені. Скам'янілі рештки знайдені на території Бельгії.